# Annamia (poisson)
Pour les articles homonymes, voir Annamia.
Cet article concerne le genre de poissons. Pour le genre de cyanobactéries, voir Annamia (cyanobactérie).
Genre
Annamia est un genre de poissons téléostéens de la famille des Gastromyzontidae et de l'ordre des Cypriniformes. Annamia est un petit genre de loches gastromyzontid originaire d'Asie du Sud-Est. L’espèce Annamia thuathienensis possède une validité douteuse et est de ce fait espèce inquirenda.

## Liste des espèces
Selon FishBase (16 juillet 2015):
- Annamia normani (Hora, 1931)
- Annamia thuathienensis Nguyen, 2005 espèce inquirenda[1]